# Рада, Петр
Петр Ра́да (чеш. Petr Rada; род. 21 апреля 1958, Прага, Чехословакия) — чешский футболист и футбольный тренер. Выступал на позиции полузащитника. С июля 2008 по апрель 2009 года занимал должность главного тренера национальной сборной Чехии.

## Биография
Петр Рада является воспитанником футбольного клуба «Дукла» из Праги, Петр с семи лет занимался футболом в «Дукле». В 1977 году Петр перешёл в «Дуклу» из Градец-Кралове, клуб был тесно связан с пражской «Дуклой». В 1979 году Рада вернулся в Прагу. В «Дукле» Петр провёл более 10 лет, отыграв за это время более 230 матчей.
В 1988 году Петр уехал в Германию выступать за клуб «Фортуна» из Дюссельдорфа, на тот момент команда выступала во второй Бундеслиге. Дебют Рады состоялся 23 июля 1988 года в матче против «Шальке 04», в гостевом матче первого тура футболисты «Фортуны» сыграли вничью 1:1. Спустя месяц, 27 августа, Рада забил свой первый мяч за клуб, в матче против «Рот-Вайсс Эссен» Петр отличился на 5-й минуте, а его команда в итоге одержала дома победу со счётом 2:0. В дебютном сезоне за клуб Рада провёл 33 матча и забил 3 мяча, а его команда, заняв по итогам сезона первое место, вернулась в Бундеслигу.
Дебютировал Петр в бундеслиге 23 августа 1989 года в матче 5-го тура чемпионата против «Бохума». Матч для «Фортуны» складывался не слишком удачно, уже к 51-й минуте «Бохум» вёл со счётом 0:2, оба мяча забил Уве Лайфельд. Но в конце матча, сначала Бернд Клоц на 71-й минуте смог сократить счёт, а затем и Уве Фукс на 78-й смог свести матч вничью. Петр отыграл в центре полузащиты весь матч, но в последующих двух игр главный тренер Александар Ристич не стал выпускать Петра в основном составе. Сезон 1989/90 выдался для Рады не слишком удачным, к концу чемпионата Петр потерял место в основном составе, в итоге Рада сыграл лишь в 19 матчах чемпионата, забив при этом только два мяча. Клуб Петра выступил более удачно, команда по итогам сезона заняла 9-е место, опередив такие клубы как «Гамбург», «Карлсруэ» и «Бохум».
После окончания сезона Петр перешёл в клуб второй Бундеслиги «Рот-Вайсс Эссен». За клуб Рада дебютировал 28 июля 1990 года в гостевом матче против «Хомбурга», Петр появился в матче на замену на 74-й минуте вместо Марио Баслера, в конечном итоге «Хомбург» одержал победу со счётом 2:1. За «Рот-Вайсс Эссен» Рады сыграл лишь 7 матчей и забил 1 гол, а в феврале 1991 года Петр вернулся в свой бывший клуб «Дукла» из Праги. Но в клубе Петр не задержался и уже в мае того же года уехал в Канаду выступать клуб «Торонто Близзард». В 1992 году Петр вернулся в Германию, поиграв немного за клуб из региональной лиге «Ян Регенсбург», позже Рада в течение года выступал за чешский клуб «Хмел» из города Блшаны.
Игровую карьеру Рада завершил в 1996 году в составе чешского клуба «Богемианс 1905».

### Достижения
- Вторая Бундеслига
  - Победитель (1): 1988/89